# بريندون غودارد
بريندون غودارد (بالإنجليزية: Brendon Goddard)‏ هو لاعب كرة قدم أسترالية أسترالي، ولد في 20 مايو 1985 في ترارالغون في أستراليا.

## وصلات خارجية
- بريندون غودارد على موقع AustralianFootball.com (الإنجليزية)
- بريندون غودارد على موقع AFLtables.com (الإنجليزية)